# Bolesław (gromada w powiecie olkuskim, 1969–1972)
Bolesław – dawna gromada, czyli najmniejsza jednostka podziału terytorialnego Polskiej Rzeczypospolitej Ludowej w latach 1954–1972.
Gromady, z gromadzkimi radami narodowymi (GRN) jako organami władzy najniższego stopnia na wsi, funkcjonowały od reformy reorganizującej administrację wiejską przeprowadzonej jesienią 1954 do momentu ich zniesienia z dniem 1 stycznia 1973, tym samym wypierając organizację gminną w latach 1954–1972.
Gromadę Bolesław z siedzibą GRN w Bolesławiu utworzono 1 stycznia 1969 w powiecie olkuskim w woj. krakowskim z obszaru zniesionych gromad Krzykawa (Krzykawa,  Krzykawka, Małobądz) i Pomorzany (Pomorzany) oraz ze zniesionego osiedla Bolesław (wieś Bolesław, obejmująca od 1956 dawne wsie Bolesław, Hutki, Laski, Ujków Stary i Ujków Nowy).
W kwietniu 1969 dla gromady ustalono 27 członków gromadzkiej rady narodowej. 1 stycznia 1970 gromada składała się ze wsi: Bolesław, Krzykawa, Krzykawka, Małobądź i Pomorzany. Według stanu z 1 stycznia 1971 składowe dawnego osiedla Bolesław (Bolesław, Hutki, Laski, Ujków Stary i Ujków Nowy) figurują ponownie jako samodzielne wsie i sołectwa, zwiększajac tym samym liczbę wsi/sołectw gromady Bolesław do 9: Bolesław (2478 mieszkańców), Hutki (279), Krzykawa (514), Krzykawka (716), Laski (602), Małobądz (619), Nowy Ujków (813), Pomorzany (1916) i Stary Ujków (417) – łącznie 8354 mieszkańców.
Gromada przetrwała do końca 1972 roku, czyli do kolejnej reformy gminnej. 1 stycznia 1973 reaktywowano zniesioną w 1954 roku gminę Bolesław.
Uwaga: Jednostka o nazwie gromada Bolesław – lecz o zupełnie innym obszarze – istniała też w latach 1954–55; w 1956 roku utworzono z jej obszaru osiedle Bolesław.